# Kishanpur
Kishanpur är en ort i Indien.   Den ligger i distriktet Fatehpur och delstaten Uttar Pradesh, i den centrala delen av landet, 500 km sydost om huvudstaden New Delhi. Kishanpur ligger 109 meter över havet och antalet invånare är 6 104.
Terrängen runt Kishanpur är mycket platt. Runt Kishanpur är det tätbefolkat, med 613 invånare per kvadratkilometer. Närmaste större samhälle är Khāga, 16,5 km nordost om Kishanpur. Trakten runt Kishanpur består till största delen av jordbruksmark.